# Gymnasium der Stadt Würselen
Das Städtische Gymnasium Würselen ist ein staatlich anerkanntes Gymnasium in der Stadt Würselen.
Im Schuljahr 2024/2025 wurde das Gymnasium von 757 Schülern besucht. Es ist ein alt- und neusprachliches sowie mathematisch-naturwissenschaftliches-musikalisches Gymnasium und wird als Ganztagsschule geführt.

## Ganztag

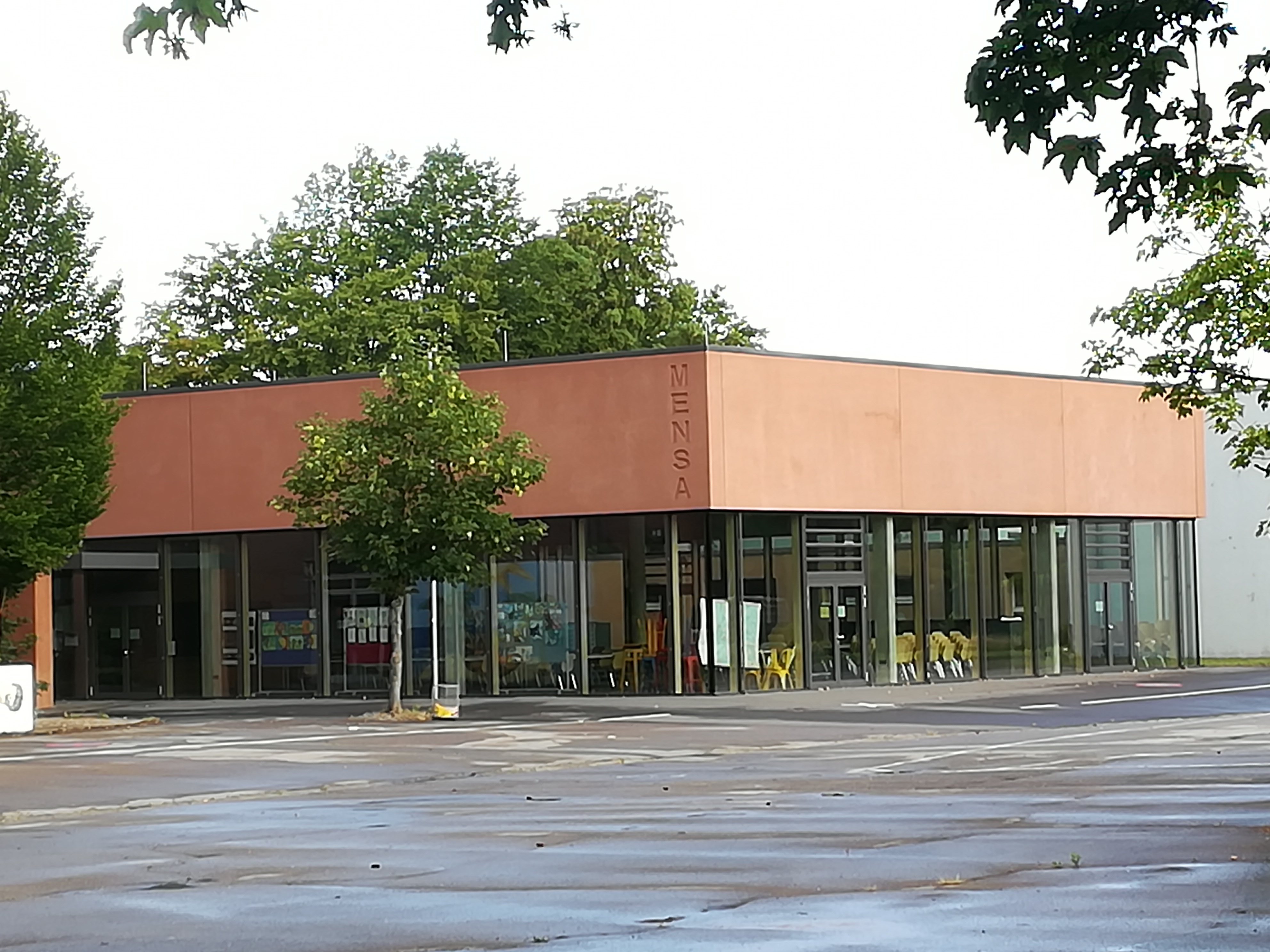
Mensa des Gymnasiums Würselen

Zusätzlich zum Unterricht werden im Rahmen des Ganztags verschiedene Arbeitsgemeinschaften angeboten, die sportlichen oder kulturellen Charakter haben können, oder auch Freizeitaktivitäten abbilden. Damit eine angemessene Verpflegungsmöglichkeit für die Mittagspause vorhanden ist, wurde eine Mensa errichtet. Diese wird auch von der sich nebenan befindenden Grundschule genutzt. Die Mensa wird durch einen eigens gegründeten Förderverein betrieben.

## Fremdsprachen und Internationaler Austausch
Neben Englisch sind die weiteren regulär unterrichteten Fremdsprachen Französisch und Latein (ab Jahrgangsstufe 7) sowie Italienisch (ab der gymnasialen Oberstufe). Im Rahmen des Fachs Französisch bietet das Gymnasium seinen Schülern an, die verschiedenen Stufen der DELF-Zertifikate (Diplôme d’Etudes en Langue Française) zu absolvieren. Das Gymnasium veranstaltet regelmäßig Auslandsaufenthalte bzw. Austauschfahrten:
- Andover/Großbritannien (Aufenthalt, um die Sprache einzuüben und das Land kennenzulernen)
- Le Havre/Frankreich (Austausch mit dem Collège Henri Wallon)
- Trapani/Italien (Austausch mit dem Liceo Scientifico Vincenzo Fardella)
- Florenz/Italien (individueller Austausch)[6]

## iPad-Konzept
Im Jahr 2015 führte die Schule zunächst einzelne iPad-Klassen ein, in denen alle Schüler durch Leasing mit iPads ausgestattet wurden. Seit dem Schuljahr 2018/2019 setzen alle Klassen über alle Jahrgangsstufen hinweg iPads ein. Die Schule erhielt mehrfach Auszeichnungen für das iPad-Konzept (siehe Auszeichnungen). Die Lehrkräfte haben die Didaktik rund um das Konzept selbst entwickelt, und es auf Veranstaltungen sowie bei zahlreichen interessierten Schulen präsentiert.

## Auszeichnungen
- Im Schülerwettbewerb der Bundeszentrale für politische Bildung wurde 2022 eine 8. Klasse des Gymnasiums mit einem der Hauptpreise ausgezeichnet. Die Klasse hatte ein selbsterstelltes Video zum Thema Unser Wald steht unter Stress. Was können wir tun? eingereicht.[9]
- 2017 überreichte die damalige Bundesbildungsministerin Johanna Wanka den Innovationspreis Digitale Bildung
- Auszeichnung als Digitale Schule durch die Initiative „MINT Zukunft“ der Gesellschaft für Informatik und den Internetverband Eco
- 2018 erhielt die Schule als erstes Gymnasium in Nordrhein-Westfalen die Auszeichnung Smart School by Bitkom (Bitkom ist ein Branchenverband der deutschen Informations- und Telekommunikationsbranche).[10]
- 2024 wurde die Schülerzeitung „GymWue Times“ beim Schülerzeitungswettbewerb der rheinischen Sparkassen als beste rheinische Schülerzeitung ausgezeichnet.[11]

## Weitere Aktivitäten, Projekte und Engagements
Im Jahr 2014 hat die Schule erstmals am Projekt Schule ohne Rassismus, Schule mit Courage teilgenommen.
Außerdem engagieren sich Schüler für die Unterstützung von Obdachlosen. So wurden Sachspenden gesammelt und die Schüler haben bei der Essens- und Kleiderausgabe unterstützt.
Ein weiteres Projekt sind die Schülerlotsen, die regelmäßig jedes Schuljahr an kritischen Knotenpunkten in der Innenstadt Fußgänger unterstützen. Seit 2019 nimmt die Schule am Programm Erasmus+ der Europäischen Union teil.
Für die 5. und 6. Jahrgangsstufe haben die Schüler die Möglichkeit, sich für die Bläserklasse zu entscheiden. Danach können die Schüler dem Schulorchester, der Bigband oder anderen Musikgruppen der Schule beitreten. Die Instrumente für die Bläserklasse werden durch einen Verleihservice gestellt. Der Instrumentalunterricht erfolgt durch Lehrkräfte der örtlichen Musikschule. Das Orchester sowie die anderen Ensembles wirken bei verschiedenen musikalischen Veranstaltungen mit.
Im sogenannten MINT-Bereich (Naturwissenschaften und Informatik) werden zahlreiche Aktivitäten angeboten. So wählen die Schüler z. B. ein Umweltparlament und eine Umweltrat. Diese Gremien beschäftigen sich mit praktischen Themenstellungen des Schulbetriebs und soll die Entwicklung eines Bewusstseins für die Umwelt fördern. Neben vielen anderen Möglichkeiten können die Schüler auch an diversen Schülerlaboren Angebote wahrnehmen, so etwa am DLR School Lab, oder an Schülerlabor-Veranstaltungen der RWTH Aachen oder der Fachhochschule Aachen.